# Бохуслав Новотни
Бохуслав Новотни (на чешки Prof. PhDr. Bohuslav Novotný, DrSc.) е чешко-словашки професор по археология, университетски преподавател и изследовател, работил в Прага, Братислава, Търнава и Нитра. Дългогодишен преподавател в Университета „Коменски“ в Братислава. Бил е и заместник-ректор на Търнавския университет (Словакия).

## Биография
Бохуслав Новотни е роден на 3 октомври 1921 г. в Полабец (днес част от град Подебради, Средна Чехия), в семейството на руски легионер. Най-старият му известен прародител, Вацлав Новотни, е вписан в общинските регистрите като рибар. Този занаят се е предавал в семейството от баща на син в продължение на няколко поколения. Синът на Вацлав, Иржи (1678 – 1748), купува земя в източния край на Подебрадските планини като семейна собственост, издигнат нос над слепия ръкав на р. Елба, в Скупичи. Там построява рибарник и къща, която става дом на семейство Новотни в продължение на няколко века.
Бохуслав Новотни има по-голяма сестра Мария (1920) и по-малък брат Ярослав (1928).
След завършване на средното си образование, есента на 1939 г., започва да учи в Чешкия технически университет. Заради закриването на чешките университети от нацистите на 17 ноември 1939 г. следването му е прекъснато. Продължава образованието си в Търговската академия в Кьолн, която завършва през 1941 г. По време на Втората световна война работи като чиновник. През 1944 г. обаче е принуден да напусне работата си и е назначен в клона на завода Werk I до гр. Печки, където е преместено производството на учебни самолети на Луфтвафе. Тук работи като стругар в производството на фюзелажи за учебните самолети Arado Ar-396. Травма на ръката, получена на работното място, води до временната му нетрудоспособност. Участва в Пражкото майско въстание – в края на войната.
През 1945 г. се записва да следва в Карловия университет в Прага, висше образование където завършва само за три години – възможност, предоставена от тогавашната система на обучение. Получава докторска степен в областта на праисторията и славянската археология с ръководители проф. Ян Филип и Ян Айснер, както и по класическа археология при проф. Й. Чадик и Р. Вацкова, във Философския факултет на Карловия университет.
Още като гимназист сътрудничи с Полабския музей в Подебради и с музея в Колин. След дипломирането си работи четири години като уредник на праисторическата колекция в Музея на град Прага, където е назначен още през 1945 г. Благодарение на неговите усилия археологическата експозиция на музея е възстановена и отворена за посетители през 1947 г. Провежда подробна инвентаризация на наличните артефакти и участва в редица спасителни разкопки, предизвикани от строителни дейности, като: проучването на гроб на благородник от ранноримския период в Бубенч и археологически обект в Унгелт, близо до Тинския храм.
През 1952 г. се жени за словашката археоложка Мария Лацкова (проф. Мария Новотна) и заедно се установяват в Словакия. Имат един син. Между 1952 и 1957 г. работи като изследовател в Археологическия институт към Словашката академия на науките в Нитра, където ръководи отдела за професионална документация.
През 1953 г. Започва да преподава във Философския факултет на Университета „Коменски“ в Братислава. През 1956 г. се хабилитира, а през 1965 г. е назначен за професор и оглавява археологическото направление към катедрата по обща история. В хода на академичната си кариера обучава над 100 словашки и чуждестранни археолози и има съществен принос за подготовката и на студенти, изучаващи история и други исторически дисциплини. Съществена част от усилията му е насочена към изграждането на археологически колекции и специализираната библиотека към университета, която към 2025 г. наброява над 20 000 книги.
През 1992 г. започва работа в Търнавския университет (Търнава (Словакия)), където от 1994 г. заема поста заместник-ректор. По негова инициатива към катедрата по хуманитарни науки на Факултета по изкуства е създадена специализирана катедра по класическа археология, която съществува като самостоятелна академична структура.
През цялата си научна кариера Новотни се фокусира върху изследване на неолита и енеолита, като основният му принос е свързан с уточняването на периодизацията на тези праисторически епохи на територията на съвременна Словакия. В Археологическия институт организира изследователски център, изследващ долното течение на река Похрони в района на село Шаровце, където между 1953 и 1956 г. лично провежда теренни проучвания. От 1965 г. насочва вниманието си и към районите на Татрите и Спиш, където теренните му проучвания доказват наличието на неолитни селища на височини над 700 метра. Той е и инициатор и активен участник на поредица от международни симпозиуми, посветени на проблемите на енеолита и ранната бронзова епоха в Европа.
Научната му продукция включва над 400 заглавия, сред които приблизително двадесет монографии. Съществено постижение е издадената през 1986 г. Енциклопедия по археология (издателство (Obzor, Братислава) – голям синтетичен труд (1032 стр), отличаващ се със своя увлекателен стил и богат илюстративен материал, който го прави достъпен както за специалисти, така и за широката публика. Сред съавторите на енциклопедията са и българските археолози Хенриета Тодорова и Георги Китов.
Между 1959 и 1968 г. Новотни публикува и Библиография по словашка археология, както и редовно редактира факултетния сборник Musaica на Университета „Коменски“. Автор е и на терминологични речници на чужди езици и е активен член на редица международни научни дружества. За цялостната му дейност Университетът „Коменски“ го удостоява с почетен златен медал.
Проф. Бохуслав Новотни умира на 31 октомври 1996 г. от сърдечен удар в Братислава на 75-годишна възраст.

## Ученици от България
Ваня Радева, Иван Вайсов, Радион Стоев, Иван Фурнаджиев